# I'll Be There for You (The Rembrandts)
"I'll Be There for You" este cea mai de succes melodie a formației The Rembrandts, de pe albumul LP și totodată tema muzicală a serialului Friends.